# Lucio Gaudino
Lucio Gaudino (Nàpols, 2 de març de 1953) és un guionista i director de cinema italià.

## Biografia
Ha fet pel·lícules i sèries de televisió. El 1991 va escriure i dirigir Adelaide, una comèdia del segle XVIII, amb Agnese Nano, Philippe Leroy i Assumpta Serna. Després va fer Io e il re el 1994, produïda per Duea i Rai 1, amb Laura Morante, Franco Nero i Philippe Leroy. La seva següent pel·lícula va ser Prime luci dell'alba amb Gian Marco Tognazzi i Laura Morante. La pel·lícula, el 2000, va participar en competició al Festival de Cinema de Berlín. El 2003 va dirigir Segui le ombre, un noir inspirat en “I misteri di Alleghe” i produït per Rai Cinema. La pel·lícula participa en nombrosos festivals internacionals.
Per a televisió del 1999 al 2003 va dirigir capítols de la sèrie La squadra per a Rai 2. El 1999 va fer Dov'è mio figlio amb Laura Morante per a Mediaset. L'any 2005 se li va encarregar la direcció de Distretto di Polizia 5. El 2006 va dirigir Lino Banfi i Gerry Scotti a Il mio amico Babbo Natale 2, produïda per Tao2, i emesa a Canale 5. El 2007-2008 va dirigir Terapia d'urgenza per Rai 2.
Va escriure amb Andrea Ferreri i va publicar la novel·la L'enigma del digiunatore. El llibre, ambientat a finals del segle XIX, explica la història de Cesare Lombroso, cridat per la policia italiana per resoldre un misteriós assassinat. Investigatori d'Italia es basa en el llibre de Rai 2, en coproducció amb TF1 i Taurus Film, una sèrie de televisió en tretze capítols de 55 minuts ambientada al Torí del segle xix.
El 2012-13 va produir dos llargmetratges per al cinema amb Habanafilm: Barbara ed io (dirigit per Raffaele Esposito) i Eppideis (Seven little killers) (dirigit per Matteo Andreolli).

## Filmografia

### Cinema
- La seconda notte (1986) - guió
- Adelaide (1991)
- Abbronzatissimi 2 - Un anno dopo (1993) - guió
- E quando lei morì fu lutto nazionale (1993)
- Io e il re (1995)
- Prime luci dell'alba (2000)
- Segui le ombre (2003)
- Eppideis (Seven Little Killers) (2014) - producció
- Barbara ed io (2015) - producció
- Il camionista (2016)
- Fausto & Furio (2017)

### Televisió
- È proibito ballare - sèrie de televisió (1989, guió alguns episodis)
- La squadra - sèrie de televisió (1999-2003, dirigeix alguns episodis)
- Dov'è mio figlio - telefilm (2000, director)
- Distretto di Polizia 5 - sèrie de televisió (2005, dirigeix 26 episodis)
- Il mio amico Babbo Natale 2 - Film TV (2006, director)
- Terapia d'urgenza - sèrie de televisió (2008, director)